# Petrova gora
Petrova gora (« montagne de Pierre ») est une montagne du centre de la Croatie. Cette montagne appelée initialement Gvozd (du croate « forêt ») a été rebaptisée en 1097 en l'honneur de Petar Svačić, dernier roi de Croatie mort lors de la bataille de Gvozd contre Coloman de Hongrie.
Au cours de la Seconde Guerre mondiale, l'hôpital central des partisans yougoslaves était situé dans le massif de Petrova gora. Cet hôpital était constitué de galeries au cœur de la montagne. Malgré l'occupation nazie, l'hôpital ne fut pas découvert par les forces d'occupation.
Depuis 1981, le site dispose d'un mémorial (en) aux partisans et à la résistance durant la Seconde Guerre mondiale.